# Уитвилл (Виргиния)
Уитвилл (англ. Wytheville) — город и административный центр округа Уит в штате Виргиния в Соединённых Штатах Америки.
По данным переписи 2020 года, население составляло 8265 человек.

## История
Округ Уайт был создан в 1789 году и назван в честь Джорджа Уайта, «отца американской юриспруденции» подписавшего Декларацию независимости США.

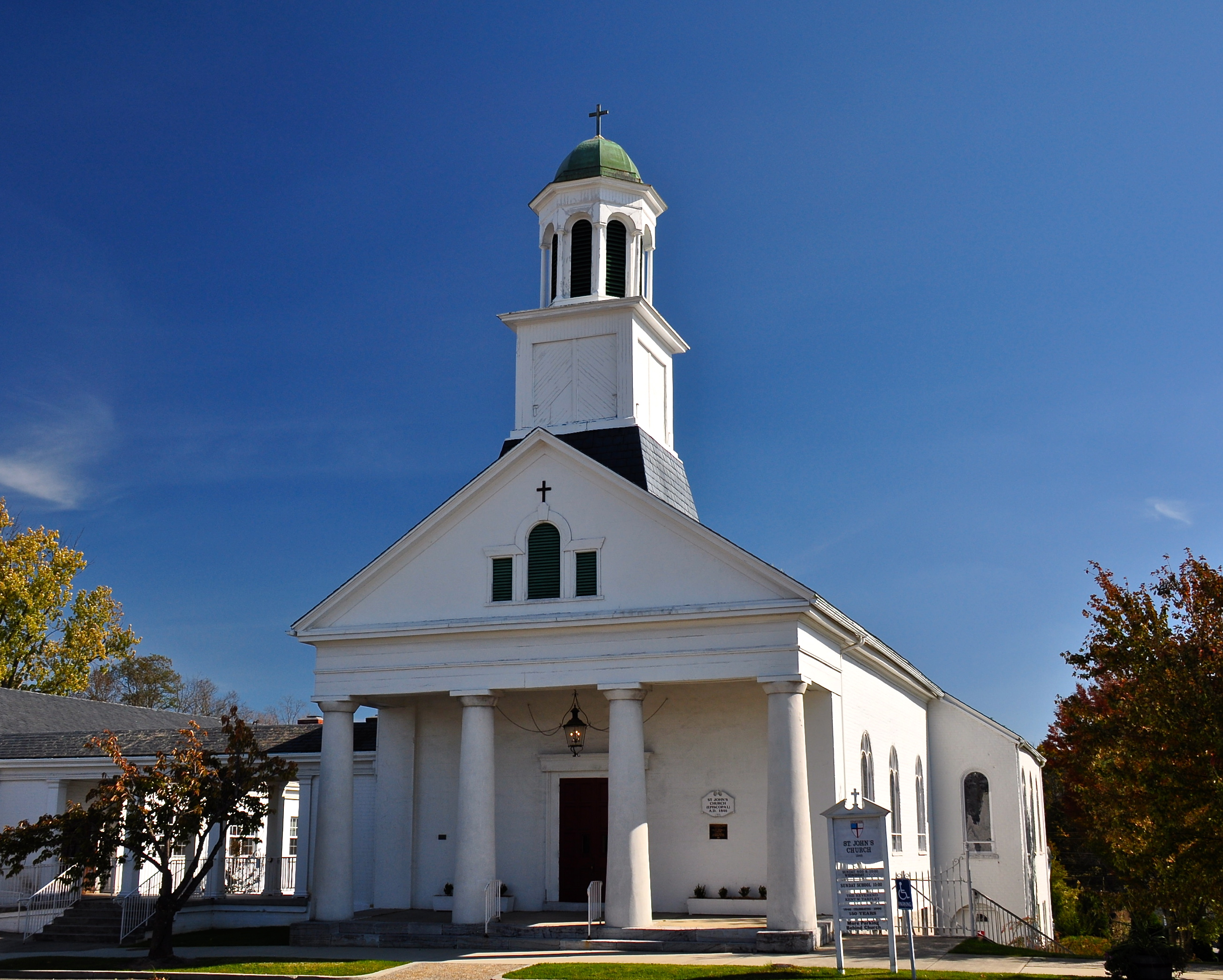
Епископальная церковь Святого Иоанна (Уитвилл) (НРИМ США)

В мае 1790 года Крис Симмерман, Джон Дэвис и Роберт Уильямс пожертвовали земли для создания города и административного центра округа. У поселения ещё не было официального названия, а местные жители называли его Wythe Court House.
Два года спустя, в октябре 1792 года, город был официально назван Эваншем в честь известного местного жителя Джесси Эванса. После сильного пожара в марте 1839 года город был переименован в Уийтвилл. В то время в нем проживало около 500 жителей.
Печальную известность в 1926 году городу принесло линчевание Рэймонда Берда — последнее задокументированное линчевание в штате Виргиния, которое имело большой общественный резонанс.
Несколько объектов города занесены в Национальный реестр исторических мест США.

## География
По данным Бюро переписи населения США, общая площадь города составляет 14,3 кв. мили (37,0 км2), из которых 0,04 кв. мили (0,1 км2 или 0,14%) приходится на воду.

## Климат
Из-за высоты над уровнем моря климат Уайтвилла классифицируется как горный умеренный или влажный субтропический (по Классификация климатов Кёппена «Cfb» или «Cfa» соответственно). Лето тёплое и влажное, хотя и значительно прохладнее, чем в низкорасположенных местах штата, всего 4-5 дней с максимумами 90 °F (32 °C)+ в год, а зима, как правило, прохладная или холодная, с редкими промежуточными теплыми периодами и несколькими ночами с минимумами ниже 10 °F (−12 °C).